# Jess Dixon
Pour les articles homonymes, voir Dixon.
Jess Dixon (née le 2 mai 1987), est une femme politique provinciale canadienne de l'Ontario. Elle est députée provinciale progressiste-conservatrice de la circonscription ontarienne de Kitchener-Sud—Hespeler depuis 2022.

## Biographie
Dixon gradue de l'université de Guelph en philosophie et poursuit ses études à l'école de droit de l'université d'Ottawa. Encore étudiante, elle travaille au ministère du procureur général et par la suite comme assistante du procureur de la couronne avant d'être nommé au barreau de l'Ontario en 2014. Par la suite, elle s'installe à Cambridge et occupe le poste de procureur de la couronne au palais de justice de Kitchener,.

## Controverse
Durant la campagne électorale de 2022, ses adversaires lui reproche son manque d'implication dans les débats et les discussions, ainsi que son manque d'accessibilité. Le soir de l'élection, elle est la seule candidate n'ayant pas invité les médias à sa soirée électorale.